# 통상항해조약
통상항해조약(通商航海條約)은 단순히 통상조약이라고도 한다. 특정국간에 통상상 유리한 환경조성을 상호 보장하는 조약이다. 대체로 그 내용에는 화물·선박의 왕래, 개인의 입국 및 거주 영업활동·과세·재산취득·재판권 등 광범위하다. 무역정책으로는 통상 및 항해의 자유, 관세율에 대한 협정이 주요 골자이다.